# 灶糖

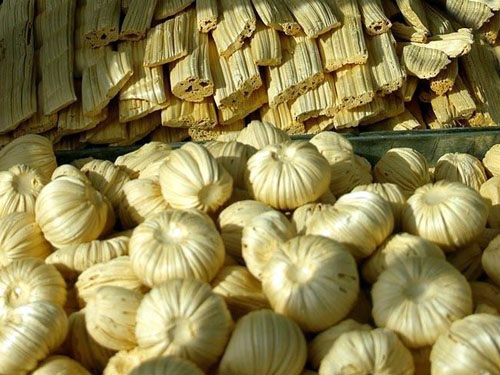
枣糖——上面的棒状的是关东糖，瓜状的是糖瓜。

灶糖，又名关东糖、糖瓜，是中国北方一带冬天的时令小吃，主要成分是麦芽糖。一般长条形的糖棍称为“关东糖”，扁圆棋子形状的称为“糖瓜”，这两种有时外面沾上芝麻。麦芽糖在冷冻后吃起来酥脆香甜，受热后则坚韧粘稠。
祭祀灶王爷的传统习俗之一是将受热变软的灶糖抹在灶神画像嘴上，以便灶神“嘴甜”，上天后只报告关于该家的好事。